# Sikorsky CH-54
Le S-64 Skycrane, également connu sous la désignation militaire CH-54 Tarhe, est un hélicoptère de transport de type grue volante, construit depuis 1959 par la société Sikorsky Aircraft Corporation. Le nom Skycrane signifie grue volante ; Tarhe  signifie grue dans la langue des indiens iroquois Wyandot. Le premier vol a été effectué le 9 mai 1962.

## Historique du développement

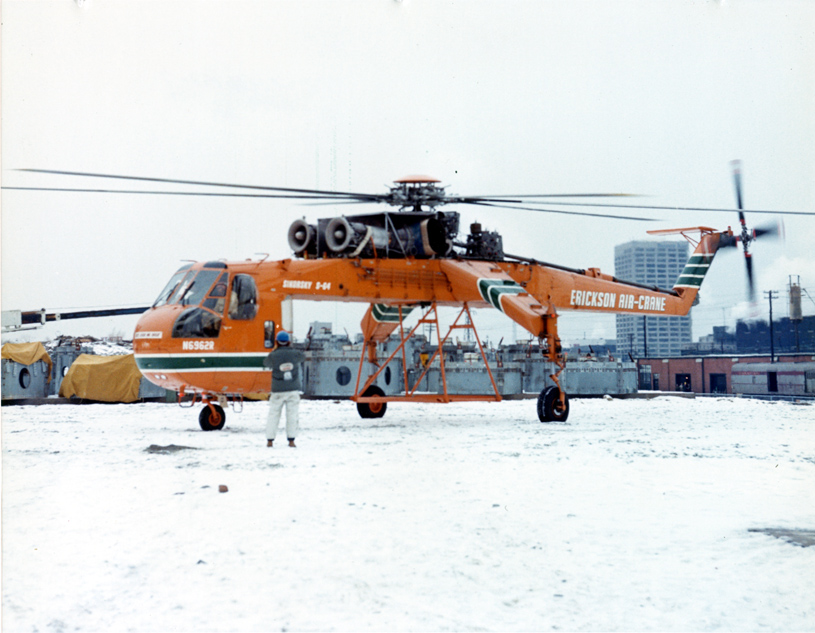
Sikorsky/Erickson Skycrane

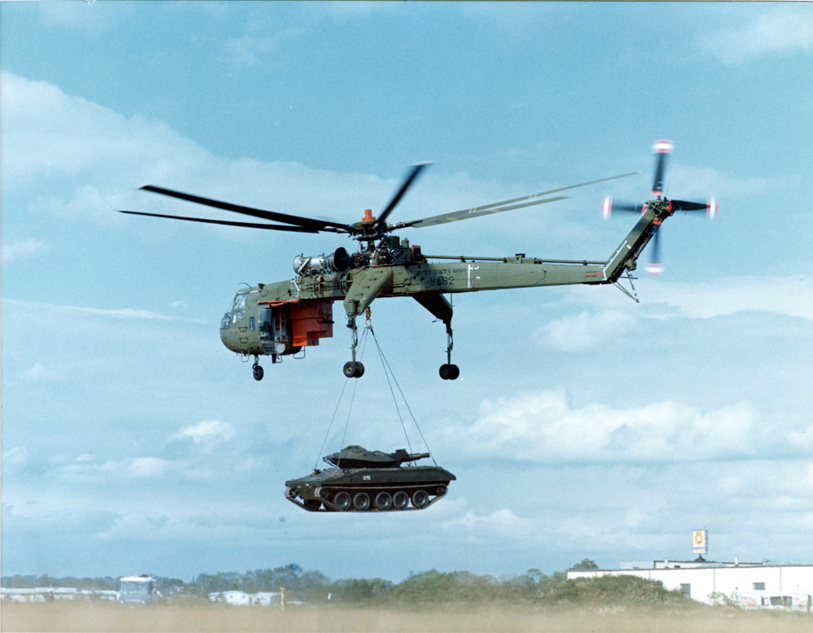
Un CH-54B transportant un M551 Sheridan.

Le prototype (appelé S-60, premier vol le 28 mars 1959) peut emporter une charge utile de 5 445 kg. Il s'est écrasé en 1961. Ce S-60 reprenait les éléments principaux du Sikorsky S-56.
Comme il doit  être construit pour l'armée allemande (Bundeswehr), ses deux successeurs sont testés par elle. Ces deux prototypes sont livrés à la société Weser Flugzeugbau qui poursuit leur développement. Ils sont par conséquent désignés WFS-64A. L'Allemagne de l'Ouest ne commande cependant pas l'appareil à Sikorsky. Ces prototypes sont équipés de deux turbomoteurs JFTD12-4A de 3 020 kW (4 107 ch) chacun.
L'armée de terre des États-Unis (US Army) en commande six exemplaires en juin 1963. Environ soixante appareils seront construits (type CH-54A). Leur force de portance sera augmentée en montant deux turbomoteurs Pratt & Whitney T73-P-1 de 3 356 kW (4 564 ch) chacun. La version suivante, CH-54B, est motorisée par des Pratt & Whitney T73-70 de 3 579 kW (4 867 ch) chacun.
La plupart de ces appareils seront mis en œuvre pendant la guerre du Viêt Nam au sein de trois formations, les 273e, 355e, 478e compagnies d'aviation (hélicoptère lourd) ((en) : Aviation Company (Hvy Hel)) où un sera abattu en 1968. Leur tâche essentielle consiste à transporter des charges allant jusqu'à 11 tonnes comme des camions, des hôpitaux de campagne, des navires légers, des avions, d'autres hélicoptères, des ateliers complets et des troupes. L'une des missions spéciales consista à larguer une bombe dérivée de la BLU-82 de 4 536 kg au-dessus d'une zone boisée pour y aménager une zone d'atterrissage...
La version de base ayant été conçue pour un usage civil et non militaire, les arbres de transmission des rotors ne sont pas carénés. Ceci facilite les opérations de maintenance et de réparation. Grâce à ses jambes de train très longues et à ses dimensions, le Skycrane/Tarhe peut se placer au sol au-dessus des charges à soulever.
Un conteneur standard (Universal Military Container) de 8,36 mètres de long sur 2,89 m de large et 1,98 m de haut s'inscrit exactement sous le CH-54.

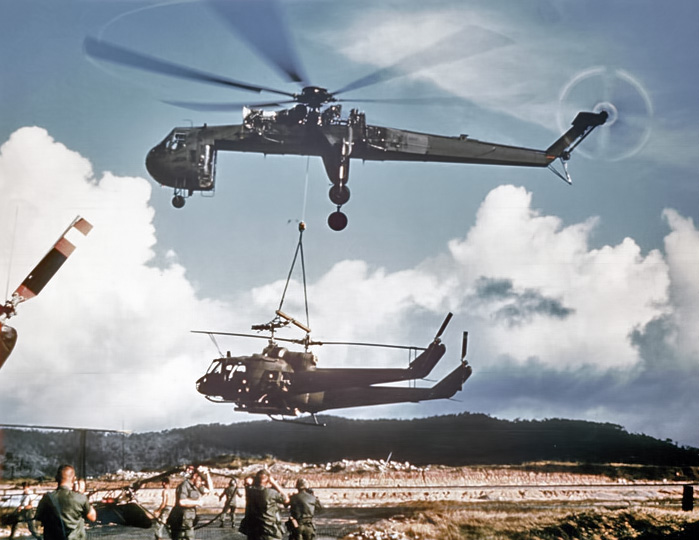
Un CH-54 soulevant deux Bell UH-1 Huey

Afin d'assister le pilote, le poste de pilotage du S-64 possède dans la paroi arrière de sa cabine une grande fenêtre permettant au chef de soute de surveiller la charge lors de son chargement, de sa dépose et pendant le vol.
Les charges sont transportées dans des conteneurs standards ou soulevées au moyen d'élingues. Certains appareils seront aussi équipés de skis pour pouvoir se poser sur la glace.
Au total, l'US Army prendra livraison de 97 Tarhe entre 1964 et 1972. 74 étant dans son inventaire en 1973. Ils seront peu à peu remplacés par des Boeing Vertol CH-47 Chinook. Vers la fin, seule la Garde nationale en possédait encore. Le CH-54 sera définitivement retiré du service en 1993.
En 1972, un Sikorsky CH-54B bat le record d'altitude (11 200 mètres), qui sera amélioré la même année par Jean Boulet sur un SA-315 Lama (12 442 m).
En 1992, Sikorsky cède les droits du Skycrane à la société Erickson-Air-Crane Co (Oregon, États-Unis). Cette entreprise utilise la version civile S-64F sur les chantiers et champs pétrolifères, pour les travaux en forêt et la lutte contre l'incendie en forêt (voir Avion bombardier d'eau).
Le 26 août 2004, un Erickson Air-Crane bombardier d'eau s'écrase à Ventiseri (Haute-Corse) tuant les deux pilotes. L'appareil loué par la sécurité civile française combattait un incendie lorsqu'il a connu un problème technique.
En mai 2021, le Corpo nazionale dei vigili del fuoco dispose de six de ces hélicoptères, le dernier devant livré être en fin d'année. Un est accidenté le 22 juillet 2024.
En 2024, Erickson débute la construction d'un premier appareil neuf livrable en 2026 destiné au service des forêts sud-coréen. L'entreprise espère plusieurs dizaines de commandes.

## Versions
| Année | Version         | Observation                            |
| ----- | --------------- | -------------------------------------- |
| 1962  | S-64A           |                                        |
| 1964  | YCH-54A         | prototype et pré-production            |
| 1966  | CH-54A Tarhe    | version militaire                      |
| 1969  | CH-54B Tarhe    | version amélioré du CH-54A             |
| 1969  | S-64B           | version civile                         |
| 1992  | S-64E Erickson  | version modifié par Erickson du CH-54A |
| 1992  | S-64F Erickson  | version modifié par Erickson du CH-54B |
| 2021  | S-64F+ Erickson | version amélioré par Erickson          |

## Fiche technique
| Paramètres                                                                            | Valeurs                                                                  |
| ------------------------------------------------------------------------------------- | ------------------------------------------------------------------------ |
| Longueur fuselage                                                                     | 21,41 m                                                                  |
| Hauteur                                                                               | 5,67 m                                                                   |
| Diamètre rotor principal (6 pales)                                                    | 21,95 m                                                                  |
| Surface du disque rotor                                                               | 378,10 m2                                                                |
| Motorisation                                                                          | 2 moteurs à turbine Pratt & Whitney T73-70 de 3 579 kW (4 867 ch) chacun |
| Vitesse de croisière                                                                  | 169 km/h                                                                 |
| Vitesse maxi                                                                          | 202 km/h                                                                 |
| Plafond opérationnel                                                                  | 2 750 m                                                                  |
| Distance franchissable (avec plein de carburant) (compte tenu d'une réserve de 10 % ) | 370 km                                                                   |
| Équipage                                                                              | 3 pilotes/chef de soute                                                  |
| Masse à vide                                                                          | 8 981 kg                                                                 |
| Masse maxi décollable                                                                 | 21 318 kg                                                                |

## Musées possédant un Sikorsky CH-54
- Pima Air & Space Museum, Tucson/Arizona (États-Unis)
- United States Army Aviation Museum, Ozark/Alabama (États-Unis)

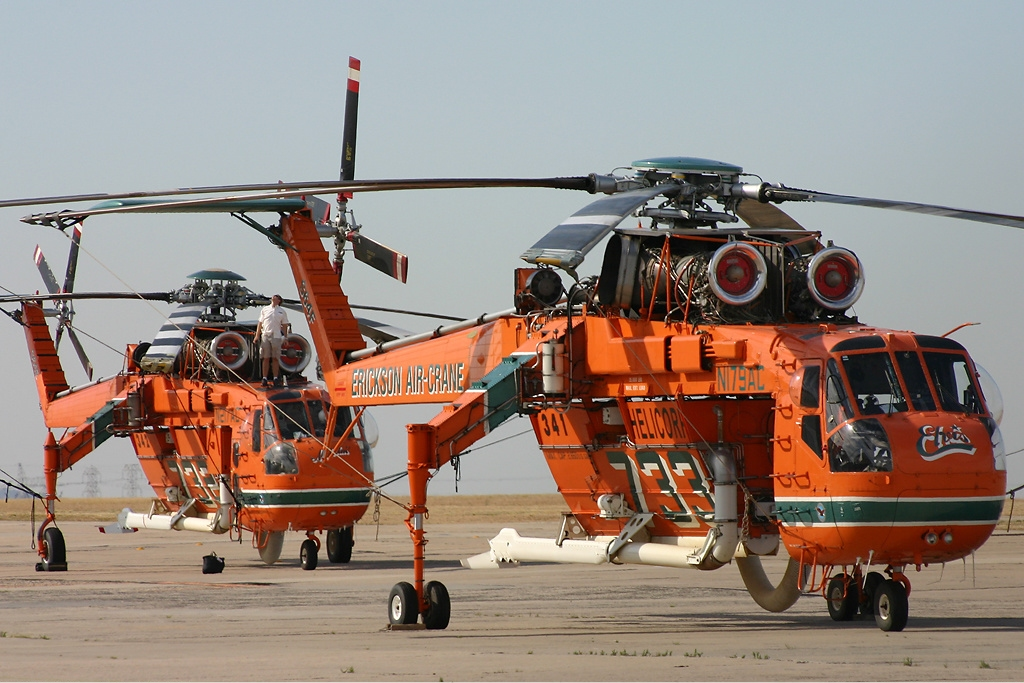
Hélicoptères bombardiers d'eau d'Erickson Air-Crane en Australie en 2007.
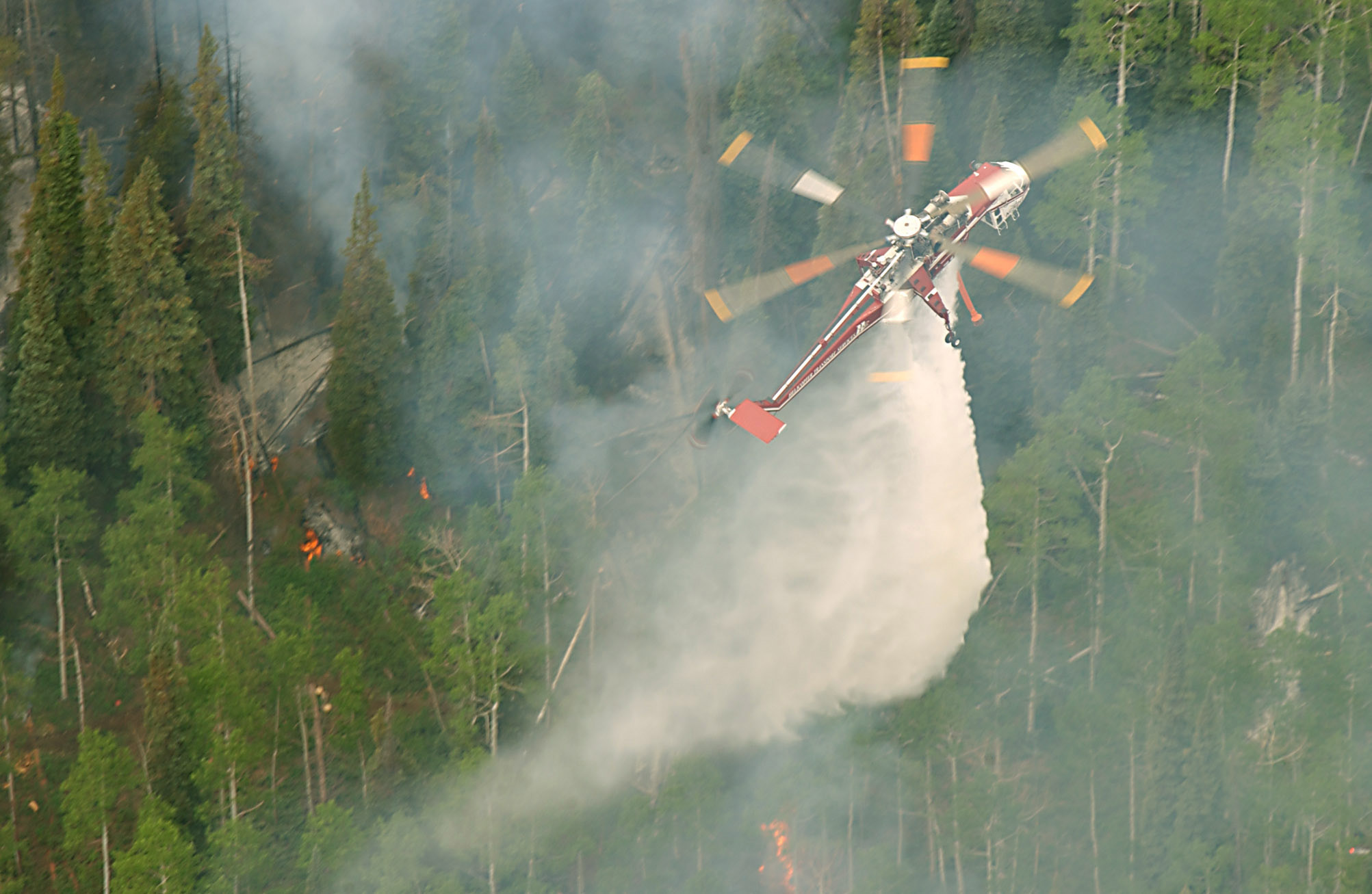
Intervention sur un feu de foret à Glenwood Springs dans le Colorado en 2002.
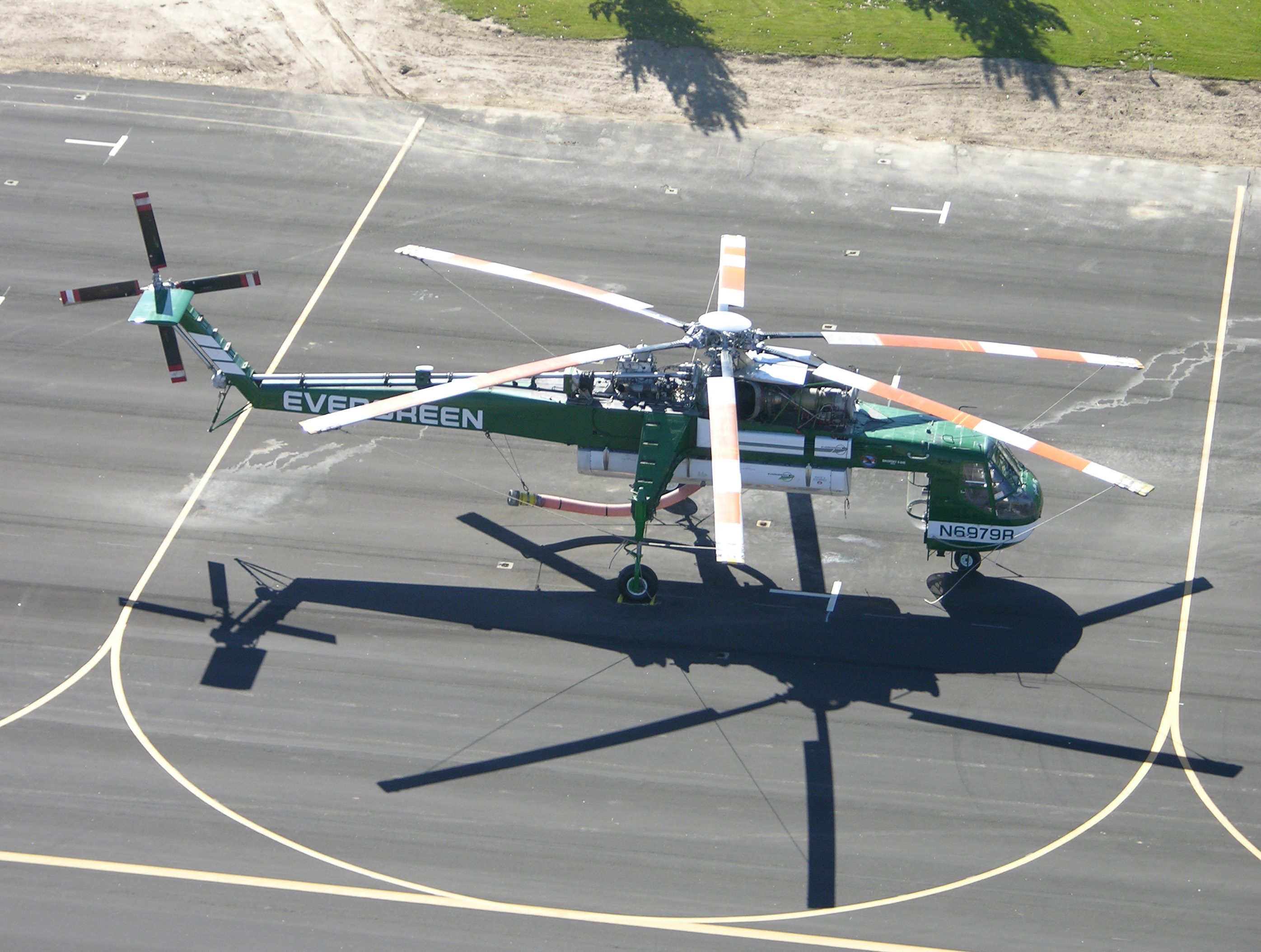
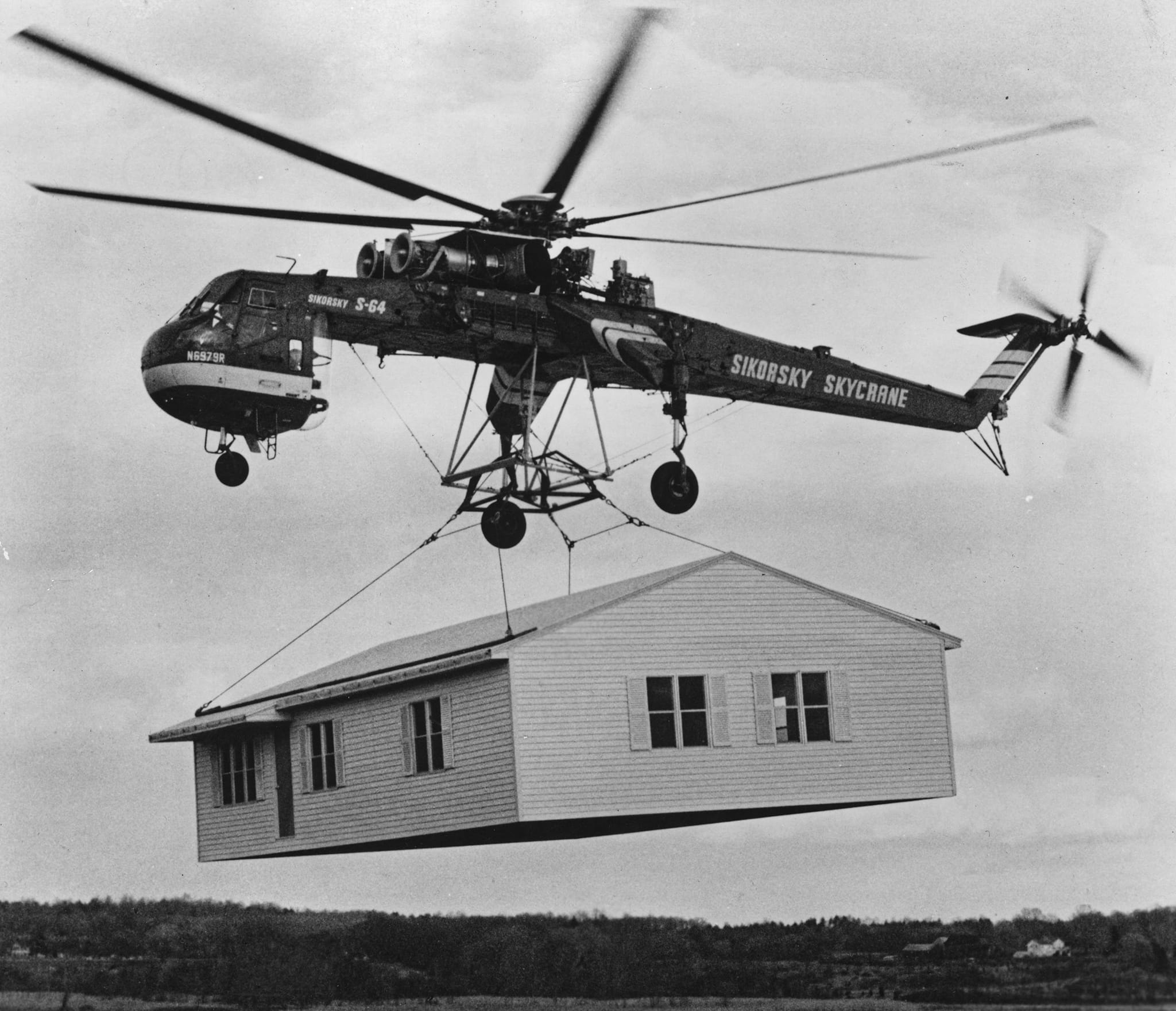

## Culture populaire
- La version civile du CH-54 apparaît dans le film Opération Espadon, où les terroristes l'utilisent pour fausser compagnie à la police.
- Dans le film Independence Day, lors de la tentative de contact avec les Aliens, un CH-54 porte une rampe de projecteurs de chaque côté afin de communiquer par signaux lumineux.
- Une version stylisée du CH-54 est présente dans le jeu-vidéo Jurassic World Evolution, dans lequel il permet de déplacer des dinosaures.
- Il est également présent dans le jeu vidéo Act of War: Direct Action et son extension High Treason, où il apporte les véhicules à l'Armée Américaine.
- Dans le jeu Power Wash Simulator, il est demandé, dans l'une des missions, de nettoyer un CH-54 bombardier d'eau.